# Sošice
Sošice ist eine Ortschaft im kroatischen Žumberak. Die kroatische Ortspostleitzahl lautet 10457 Sošice, die kroatische Ortstelefonvorwahl ist 01.

## Lage
Die Ortschaft Sošice befindet sich auf einer Höhe von 559 m über dem Meeresspiegel, auf den südlich gelegenen Höhenzug des Žumberak-Gebirges. Die nächstgelegene Ortschaft, zugleich Hauptort der Verbandsgemeinde Žumberak, ist Kostanjevac, nordwestlich in 13 km Entfernung. Territorial ist die Ortschaft Teil der Gespanschaft Zagreb.
In der Nähe von Sošice befindet sich die vertikale Karsthöhle Jazovka.

## Geschichte
Im Jahre 1830 lebten in der Ortschaft Sošice insgesamt 361 Bewohner, verteilt auf 35 Haushalte. Konfessionell waren die Bewohner des Ortes ausschließlich griechisch-katholisch und römisch-katholisch geprägt. Im Jahre 2001 lebten in der Ortschaft 99 Einwohner in 41 Haushalten.
Im Ort befinden sich die griechisch-katholische Pfarrkirche St. Peter und Paul, errichtet in den Jahren 1750 bis 1755, und die römisch-katholische Kapelle Maria Himmelfahrt.
Im Jahre 1769 wurde in der Ortschaft eine Kaiserliche Trivialschule eröffnet. Neben der Schule in Mrzlo Polje zählt die Schule von Sošice zu den ältesten erhaltenen Schulen im gesamten Gebiet des Žumberak. Es wurde auch ein Getreidesilo für die Gemeinde errichtet. Die heutige Ortschaft setzt sich aus den Ortsteilen von Boići, Garapići, Gornje Selo, Kovači, Maršići und Tarači zusammen.
Die Wasserversorgung des Ortes wurde erstmals im Jahre 1913 durch die Initiative des Gemeindevorstand Hranilović mit einer Wasserleitung gewährleistet. Im Jahre 1941 fand in der Ortschaft die größte Handelsmesse Nordwest-Kroatiens statt. Die am meisten verbreiteten Familiennamen in Sošice lauten Hranilović und Radić.
In dem Ort steht das im Jahre 1938 errichtete Basilianerinnenkloster Sošice.
Den Lebensunterhalt erwirtschaften die Einwohner in der Landwirtschaft, im Weinanbau, in der Textilverarbeitung, im Einzelhandel und in der Gastronomie. 

## Bedeutende Persönlichkeiten
- Ilija Hranilović (1850–1889), gr.-kath. Bischof von Križevci
- Jovan Hranilović (1855–1924), kroatischer Schriftsteller und gr.-kath. Pfarrer
- Marko Hranilović
- Stanko Hranilović
- Miroslav Peris (1961–1993), kroatischer Jagdflieger